# Phymatostetha lessonii
Phymatostetha lessonii är en insektsart som först beskrevs av Jean Baptiste Boisduval 1835.  Phymatostetha lessonii ingår i släktet Phymatostetha och familjen spottstritar. Inga underarter finns listade i Catalogue of Life.